# Squamopappus
Squamopappus, monotipski rod glavočika iz podtribusa Verbesininae,  dio tribusa Heliantheae. Jedina vrsta je S. skutchii, grm ili drvo iz Chiapasa i Gvatemale.
Rod je opisan u Systematic Botany 7(4): 480–481. 1982.

## Sinonimi
- Podachaenium skutchii (S.F.Blake) H.Rob.; Phytologia 38(5): 413 (1978)
- Calea skutchii S.F.Blake; J. Wash. Acad. Sci. 24: 438 (1934)